# .bitnet
.bitnet — псевдо-домен верхнего уровня, использовавшийся в конце 1980-х, показывавший, что хост не подключён напрямую к Интернету, но возможно доступен через межсетевые шлюзы. В данном случае, он показывал, что хост доступен через BITNET. Это был один из нескольких доменов верхнего уровня, которые не присутствовали в корневом домене DNS, но использовались для адресации в те времена, когда широко были распространены сети, не связанные с Интернетом.